# Siegmund von Hausegger

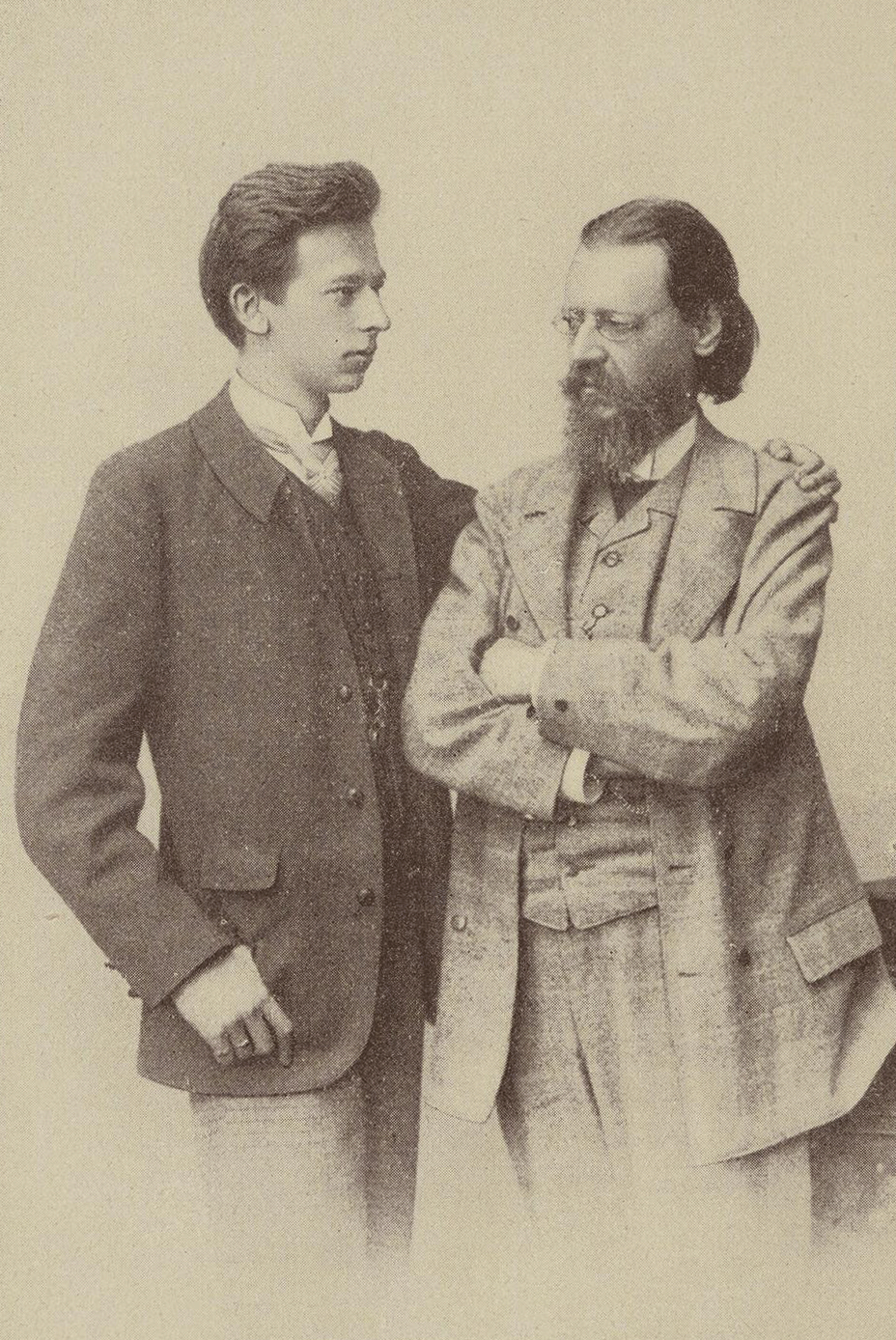
Siegmund von Hausegger junto de seu pai, Friedrich von Hausegger.

Siegmund von Hausegger (Graz, 16 de agosto de 1872 —- Munique, 10 de Outubro de 1948) foi um maestro e compositor austríaco.

## Biografia
Siegmund nasceu em Graz, filho de Friedrich von Hausegger (1837-1899), um advogado e escritor de música. De acordo com o próprio Siegmund, Friedrich foi "um dos primeiros na Áustria e reconhecer a grandeza do compositor Richard Wagner e esforçou-se ao máximo para propagar sua música e suas ideias". De acordo com uma fote, o jovem von Hausegger fez das dos ideais críticos de seu pai, o seu veículo. Siegmund estudou música inicialmente sob as lições de seu pai, que em suas próprias composições, podiam-se encontrar um certo Wagnerianismo, incluindo missas, óperas e poemas sinfônicos, como também canções e trabalhos para corais.
Aos dezenove anos, von Hausegger compôs uma missa para coro e orquestra que ele descreveu como "minha primeira composição séria". Originalmente composta para ser apresentada em sua faculdade, mas o trabalho mostrou-se demasiadamente difícil para seus amigos e alunos. Seu pai o ajudou a organizar uma apresentação particular para uma plateia convidada. Este evencou marcou a estreia de von Hausegger como maestro e compositor.

## Reputação
Ele foi conhecido na Áustria e Alemanha, nos primeiros anos do século XX como umdos maiores talentos depois de Richard Strauss e Gustav Mahler, mas apesar dos vários sucessos antes da Primeira Guerra Mundial, sua música foi sendo esquecida depois que seu estilo cheio de sangue, pós-Wagneriano, foi saindo de moda. Em 1922, o crítico alemão Adolf Weissmann escreveu: "o poema sinfônico de Siegmund von Hausegger é totalmente de Richard Wagner".

## Carreira de Maestro
Hausegger conduziu orquestras de muitas cidades da Áustria e Alemanha, incluindo Graz; Munique, onde ele compartilhou a liderança da Orquestra Kaim com Felix Weingartner; Frankfurt (1904-1906); Berlim (Orquestra Blüthner, 1910-1915) e Hamburgo (1910-1920). Após a Primeira Guerra Mundial, ele serviu como maestro da Orquestra Esconcesa, em Glasgow e Edimburgo, antes de retornar a Munique como maestro da Filarmônica de Munique e presidente da Academia de Música de Munique. Em 1920 ele sucedeu Max von Schillings como presidente da Associação Geral de Música Alemã (Allgemeiner Deutscher Musikverein). Ele foi o primeiro maestro a conduzir a Sinfonia nº9 de Anton Bruckner, em sua forma original.

## Família
Hausegger foi casado duas vezes. Seu primeiro casamento, em 1902, foi com Hertha Ritter, filha de Franziska Wagner, sobrinha de Richard Wagner e Alexander Ritter, o libretista da ópera Feuersnot de Richard Strauss e, após a morte de Ritter, em 1913, ele casou-se com Helene von Bronsart.